# Diego Fernández de Córdova e Arelhano, marquês de Comares
Diego Fernández de Córdova e Arelhano, marquês de Comares (1463 - Oran, actual Argélia, 1518) foi Vice-rei de Navarra e Marquês de Comares. Exerceu o vice-reinado de Navarra entre 1512 e 1514. Foi seguido no cargo por Fadrique de Acuña.